# Matsunoo-dera
Der Matsunoo-dera (jap. 松尾寺) ist ein buddhistischer Tempel in der Stadt Maizuru, Präfektur Kyōto in Japan. Der Tempel ist mit der Glaubensrichtung Shingon-shū assoziiert. Hauptbildnis des Tempels ist eine Statue der pferdeköpfigen Batō-Kannon. Der Matsunoo-dera ist der 29. Tempel des Saigoku-Pilgerweges (西国三十三箇所, Saigoku sanjūsankasho).

## Überblick

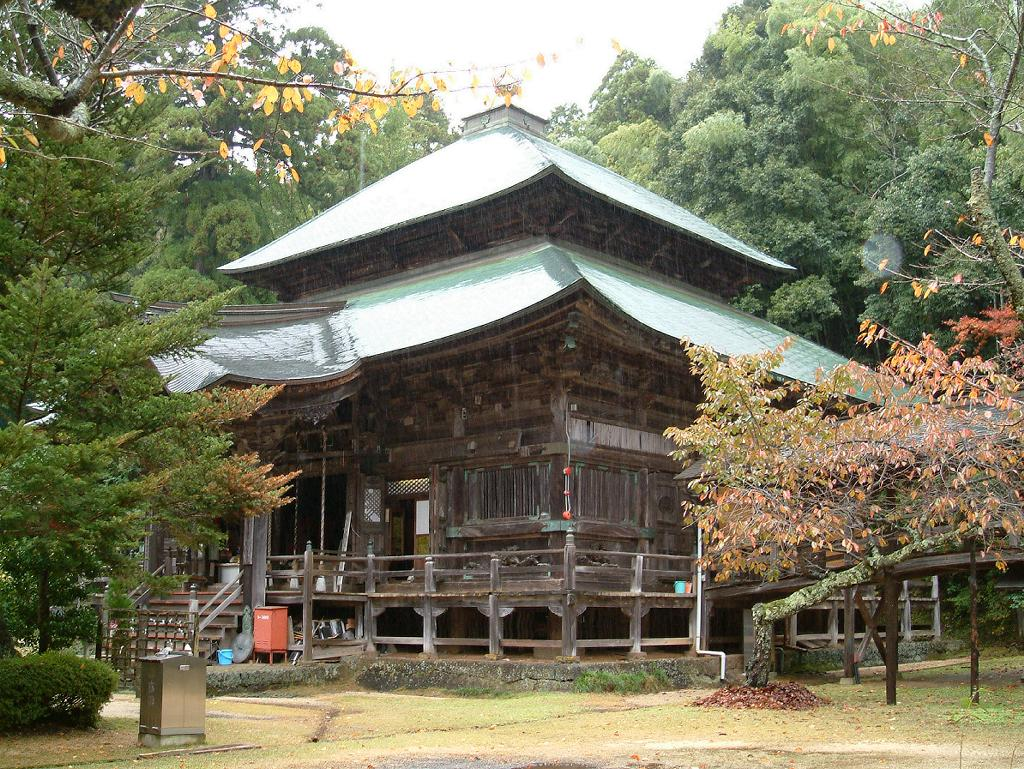

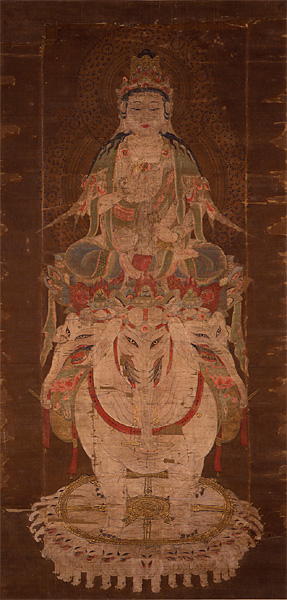
Rollbild Fugen Enmei zō, japanischer Nationalschatz

Über die Frühzeit des Matsunoo-dera liegen nur legendäre Erzählungen vor. Danach soll der Tempel durch den chinesischen Einsiedler Ikō im Jahr 708 gegründet worden sein. Die Gründung wird dabei mit der Bekehrung der Kaiserin Genmei durch Ikō in Verbindung gebracht. Die Lage des Tempels nahe dem Gipfel des Berges Aoba und der Hinweis auf einen Einsiedler als Gründer legen eine Beziehung zur Bergverehrung durch die Shugendō-Glaubensrichtung nahe. 
Tenno Toba war ein eifriger Pilger zum Matsunoo-dera. 1119 ließ er mehrere Gebetshallen und Priesterunterkünfte bauen. Zu dieser Zeit bot der Tempel Unterkunft für mehr als 600 Mönche. Das Tempelgelände wurde durch Truppen Oda Nobunagas vollständig zerstört und 1581 durch Hosokawa Yusai wiedererrichtet. In der Folgezeit wurde der Matsunoo-dera vor allem durch die Familie Kyōgoku gefördert. Die heutige Haupthalle stammt aus dem Jahr 1730.
Ein Rollbild des Bodhisattva Fugen Enmei (普賢延命像) aus dem Besitz des Matsunoo-dera ist als nationaler Kulturschatz Japans eingestuft. Mit Schriftrollen des Lotus-Sutra und des Kujaku Myōō (孔雀明王像) aus der Kamakura-Zeit verfügt der Tempel über weitere wichtige Kulturgüter Japans.